# Langevin-Funktion

Langevin-Funktion

Die Langevin-Funktion {\displaystyle L(x)} (nach dem Physiker Paul Langevin (1872–1946)) ist eine mathematische Funktion, die zur Berechnung von Orientierungspolarisation, Polarisation, Magnetisierung und Widerstand verwendet wird.

## Definition
Die Langevin-Funktion ist definiert durch
{\displaystyle L(x)=\coth(x)-{1 \over x}},
wobei {\displaystyle \coth } den Kotangens hyperbolicus bezeichnet.

## Eine Anwendung
Die bekannteste Anwendung ist die halbklassische Beschreibung eines Paramagneten in einem äußeren Magnetfeld. Dazu wird der Langevin-Parameter {\displaystyle \xi } eingeführt:
{\displaystyle \xi ={\frac {mB}{k_{\mathrm {B} }T}}}
Die einzelnen Formelzeichen stehen für folgende Größen:
- {\displaystyle m}: Magnetisches Moment eines Teilchens
- {\displaystyle B}: Betrag der magnetischen Flussdichte des angelegten äußeren Magnetfeldes
- {\displaystyle k_{\mathrm {B} }}: Boltzmann-Konstante
- {\displaystyle T}: Absolute Temperatur

Für die Magnetisierung {\displaystyle M} eines Paramagneten ergibt sich dann:
{\displaystyle M=NmL(\xi )}
{\displaystyle N} steht dabei für die Stoffmenge und {\displaystyle m} für das magnetische Moment der einzelnen Spins des Paramagneten. Eine weitere, quantenmechanische Beschreibung des Paramagnetismus ist durch die Brillouin-Funktion gegeben.

## Reihenentwicklungen
Für alle reellen Werte x konvergent ist diese Summenreihe:
{\displaystyle L(x)=\sum _{n=1}^{\infty }{\frac {2x}{\pi ^{2}n^{2}+x^{2}}}}
Beispielsweise gilt für die diskrete Cauchy-Verteilung jene Summenreihe:
{\displaystyle \sum _{n=1}^{\infty }{\frac {1}{n^{2}+1}}={\frac {\pi L(\pi )}{2}}}
Somit ist die unendliche Summe der Kehrwerte von den Nachfolgern der Quadratzahlen elementar.
Und folgender Grenzwert gilt:
{\displaystyle \zeta (2)=\sum _{n=1}^{\infty }{\frac {1}{n^{2}}}=\lim _{x\rightarrow 0}\sum _{n=1}^{\infty }{\frac {1}{n^{2}+x^{2}}}=\lim _{x\rightarrow 0}{\frac {\pi L(\pi x)}{2x}}={\frac {\pi ^{2}}{6}}}
Dieser Wert ist beim sogenannten Basler Problem die Lösung.
Die Maclaurinsche Reihe lautet wie folgt:
{\displaystyle L(x)=\sum _{n=1}^{\infty }2(-1)^{n+1}\pi ^{-2n}\zeta (2n)x^{2n-1}={\frac {1}{3}}x-{\frac {1}{45}}x^{3}+{\frac {2}{945}}x^{5}-{\frac {1}{4725}}x^{7}+\cdots }
Der Konvergenzradius dieser Reihe ist die Kreiszahl π.
Und für das Quadrat der Langevin-Funktion gilt:
{\displaystyle L(x)^{2}=\sum _{n=1}^{\infty }(4n+6)(-1)^{n+1}\pi ^{-2n-2}\zeta (2n+2)x^{2n}={\frac {1}{9}}x^{2}-{\frac {2}{135}}x^{4}+{\frac {1}{525}}x^{6}-{\frac {2}{8505}}x^{8}+\cdots }
Der griechische Buchstabe Zeta stellt die Riemannsche Zetafunktion dar.
Eine Näherung der Langevin-Funktion für {\displaystyle |x|\ll 1} ist
{\displaystyle L(x)=\coth(x)-{\frac {1}{x}}\approx {\frac {x}{3}}}.
Für {\displaystyle x\gg 1} gilt die Näherung
{\displaystyle L(x)\approx 1-{\frac {1}{x}}}.

## Umkehrfunktion
Da die Langevin-Funktion keine geschlossen darstellbare Umkehrfunktion hat, gibt es verschiedene Näherungen. Die invertierte Langevin-Funktion wird mit einer Minus-Eins von Spitzklammern umkleidet in Exponentenstellung hinter dem L dargestellt. Diese Umkehrfunktion ist ähnlich wie die Lambertsche W-Funktion nicht elementar darstellbar.
Eine verbreitete Näherung, die im Intervall {\displaystyle (-1,1)} gilt, wurde von A. Cohen veröffentlicht:
{\displaystyle L^{\langle -1\rangle }(x)\approx x{\frac {3-x^{2}}{1-x^{2}}}}
Der größte relative Fehler dieser Näherung ist 4,9 % um {\displaystyle |x|=0{,}8}. Es existieren weitere Näherungen, die weitaus kleinere relative Fehler haben.
Die Maclaurinsche Reihe der invertierten Langevin-Funktion lautet wie folgt und hat den Konvergenzradius 1:
{\displaystyle L^{\langle -1\rangle }(x)\approx 3x+{\frac {9}{5}}x^{3}+{\frac {297}{175}}x^{5}+{\frac {1539}{875}}x^{7}+\dotsb }